# Dick James
Dick James (nascido como Reginald Leon Isaac Vapnick, East End, Londres,  12 de dezembro de 1920 — 1 de fevereiro de 1986) foi um editor e produtor musical britânico.

## Biografia
Ele foi o fundador da DJM Records em 1969.
Desde muito cedo mostrou interesse pelo mundo da música, cantando em diversas ocasiões e em reuniões de bandas jovens. Em 1942, tornou-se parte do Exército Britânico durante a Segunda Guerra Mundial, terminado o conflito, tornou-se um membro (parcial) da Stargazers. Cantou os temas principais das séries de TV Robin Hood e The Buccaneers. Nessa época Dick tornou-se também amigo do produtor George Martin, responsável pela produção de quase todos os álbuns lançados pelos The Beatles.
Em 1963 ele fundou uma gravadora, Northern Songs Ltd. (administrado pela empresa de Dick,a Dick James Music); o selo tornou-se famoso por ter publicado as faixas originais de John Lennon e Paul McCartney (na verdade, em 1968, George Harrison e Ringo Starr não renovaram seus contratos). No final da década de 1960, no entanto, a relação se desfaz, porque em 1969, James tinha vendido a Nothern Songs e isso levou a mal-entendidos e as tensões (os Beatles nunca teriam mais direitos sobre suas canções).
Em 1967, Dick contratou o então desconhecido Elton John e Bernie Taupin, e em 1969 fundou a Dick James Music Records, que passou a distribuir todos os LPs da estrela do rock, até 1976, quando John vai assinar com a Rocket Records, que ele possuía. No final de 1985, Elton processou James por assuntos relacionados a direitos autorais..
Dick morreu de ataque cardíaco em 1986, aos 65 anos de idade.